# 陳韋奇
陳韋奇（1994年10月15日—），為台灣棒球選手，曾效力於中華職棒富邦悍將隊，守備位置為外野手。於2017年季中選秀會中被富邦悍將以第6輪第24順位選進。
2020年季末遭到釋出，生涯未上過一軍出賽。

## 經歷
- 臺東縣南王國小少棒隊
- 臺東縣卑南國中青少棒隊
- 新北市私立穀保高級家事商業職業學校青棒隊
- 開南大學棒球隊（維輪實業）
- 國訓中心棒球隊（2017年8月－2018年1月）
- 台中運動家成棒隊（爆米花聯盟國訓分配球員）（2017年－2018年）
- 中華職棒富邦悍將（2018年－2020年）

## 外部連結
- 陳韋奇在台灣棒球維基館上的頁面（繁體中文）
- 球員資訊和成績在中華職棒官網（中文）